# Przyłęk (Bardo)

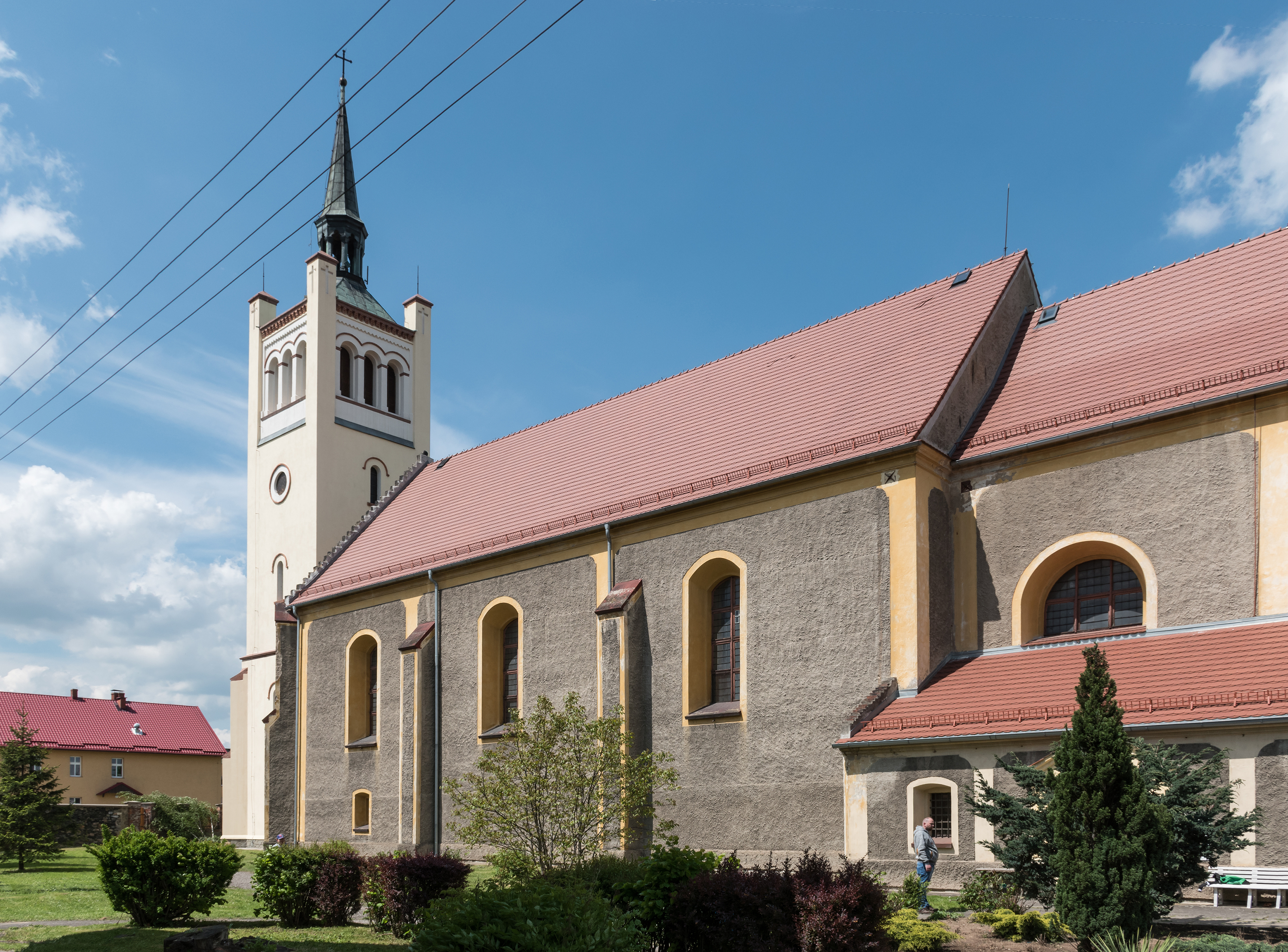
Pfarrkirche St. Anna in Przyłęk

Przyłęk (deutsch: Frankenberg) ist ein Ort in der Stadt- und Landgemeinde Bardo (Wartha) im Powiat Ząbkowicki der Woiwodschaft Niederschlesien in Polen. Es liegt neun Kilometer südwestlich von Ząbkowice Śląskie (Frankenstein).

## Geographie
Przyłęk liegt in den östlichen Ausläufern des Warthaer Gebirges (Góry Bardzkie) an der Glatzer Neiße. Nachbarorte sind Braszowice und Pawłowice (Paulwitz) im Nordosten, Kamieniec Ząbkowicki im Osten, Dzbanów (Banau) und Ożary (Hemmersdorf) im Südosten, Piasek (Sand) und Laskówka (Gierichswalde) im Süden, Janowiec (Johnsbach), Bardo und Opolnica (Giersdorf) im Südwesten sowie Potworów (Riegersdorf) und Brzeźnica (Briesnitz) im Nordwesten. Nördlich erhebt sich der 382 m hohe Buchberg (Bukowczyk).

## Geschichte
Eine Burg muss es in Frankenberg bereits 1206 gegeben haben, denn ein „Henricus de Frankenberg“ wird am 31. März 1206 in Dresden urkundlich als Zeuge des Markgrafen Dietrich von Meißen erwähnt. Er ist der erste erwähnte Vertreter des schlesischen Uradelsgeschlechts von Frankenberg. Als Stadt wurde Frankenberg vermutlich im Rahmen der Besiedlung des Vorgebirgslandes um 1241 gegründet und erstmals 1250 als „Vrankenberch“ erwähnt. 1253 wurde es als herzogliche Stadt bestätigt und ein Vogt erwähnt. Für das Jahr 1284 ist ein Dominikanerkloster belegt.
Nach der herzoglichen Gründung der Stadt Frankenstein 1286, die u. a. durch Auflösung der beiden kleineren Städte Frankenberg und Löwenstein entstand, ging Frankenberg mit seinen Privilegien, dem Kloster, der Hälfte des Ortsnamens und den meisten Bürgern auf das größere Frankenstein über. 1294 benannte der Frankensteiner Vogt eine Schänke „ad antiquum Frankenberc“ (Zum alten Frankenberg), was darauf hindeutet, das Frankenberg seinen Stadtcharakter verloren hatte und zu einem Dorf herabsank.
Seit 1331 gehörte das Dorf Frankenberg zum neu gegründeten Herzogtum Münsterberg und gelangte mit diesem 1336 unter böhmische Lehenshoheit, die Bolko II. von Münsterberg im selben Jahr im Vertrag von Straubing anerkannte.
Nach dem Ersten Schlesischen Krieg fiel Frankenberg wie fast ganz Schlesien 1742 an Preußen. Nach der Neugliederung Preußens gehörte es seit 1815 zur Provinz Schlesien und war ab 1818 dem Landkreis Frankenstein eingegliedert, mit dem es bis 1945 verbunden blieb. Seit 1874 bildeten die Landgemeinden Frankenberg, Hartha und Sand den Amtsbezirk Frankenberg. 1939 bestand es aus 1166 Einwohnern.
Als Folge des Zweiten Weltkriegs fiel Frankenberg 1945 mit dem größten Teil Schlesiens an Polen und wurde in Przyłęk umbenannt. Die deutsche Bevölkerung wurde, soweit sie nicht schon vorher geflohen war, 1946 vertrieben. Die neu angesiedelten Bewohner waren teilweise Zwangsumgesiedelte aus Ostpolen, das an die Sowjetunion gefallen war. Von 1975 bis 1998 gehörte Przyłęk zur Woiwodschaft Wałbrzych (Waldenburg).

## Sehenswürdigkeiten
- Pfarrkirche St. Anna, 1230 erstmals erwähnt, heutiger Bau aus dem 14. Jahrhundert, Chor aus der ersten Hälfte des 18. Jahrhunderts, 1823 wesentlich umgebaut, 1871 um einen Kirchturm erweitert.
- Straßenbrücke, erbaut 1901 bis 1902